# Krankenhaus Jerusalem
Das Krankenhaus Jerusalem in Hamburg-Eimsbüttel wurde 1913 nach Plänen von Johannes Grotjan im neuromanischen Stil am Moorkamp nahe der Schäferkampsallee erbaut. Ursprünglich war das Krankenhaus Teil der Diakonie-Einrichtungen der benachbarten Jerusalem-Gemeinde. Seit 2007 befindet sich das Krankenhaus in privater Trägerschaft. Das Haus dient als belegärztliche Klinik und ist als kleines Plankrankenhaus mit dem fachlichen Schwerpunkt der Mamma-Chirurgie ausgewiesen. Seit 1996 betreibt das Krankenhaus ein Brustzentrum. Das Krankenhaus-Gebäude steht unter Denkmalschutz und gehört mit Jerusalem-Kirche und Diakonissenhaus zu einem Bauensemble.

## Geschichte
Das Krankenhaus Jerusalem hat seinen Ursprung in der Jerusalem-Gemeinde, die in der Mitte des 19. Jahrhunderts durch die Missionsgesellschaft der Irisch-Presbyterianische Kirche in Hamburg gegründet wurde. Ziel der Missionsarbeit war die Wohltätigkeit an und Bekehrung von Juden, primär jüdischen Auswanderern aus Osteuropa, die sich zeitweise in Hamburg aufhielten. 1884 trat der langjährige Pastor Arnold Frank – selbst ein konvertierter Jude – seine Pastorenstelle in der Jerusalem-Gemeinde an. Unter seiner Leitung begann die Diakonie-Arbeit und auch die Gründung des Krankenhauses.
1902 begann die erste Diakonisse ihre Arbeit in der Gemeindepflege der Jerusalem-Gemeinde. Die ersten Diakonissen stammte aus dem Mutterhaus Altvandsburg in Westpreußen, heute Więcbork in Polen. Die Schwesternstation befand sich im Missionshaus in der Eimsbütteler Straße. Da die Arbeit der Vandsburger Schwestern nicht zu den Zielen der Juden-Mission zu passen schien, beendete Frank die Zusammenarbeit 1904 wieder. Um auch Zugang zu jüdischen Frauen zu finden, suchte Frank nach anderen Mitarbeiterinnen für die Diakonie. Mit Gräfin Lydia von der Groeben fand er die erste neue Helferin. 1907 eröffnete die Gemeinde das neue Diakonissenhaus in der Dillstraße im Grindelviertel, einem Zentrum des jüdischen Lebens in Hamburg. Die ersten beiden Diakonissen kamen aus dem Mutterhaus Salem in Berlin-Lichtenrade.
Da die Arbeit der Gemeinde über zu viele Standorte verteilt war, beschloss die Gemeinde unter Franks Führung eine Konsolidierung an einem Standort. An der Ecke Schäferkampsallee / Moorkamp fand die Gemeinde ein 3570 m² großes Grundstück. Wegen des Verlaufs der U-Bahn unter dem Gelände kam keine verdichtete Bebauung mit Etagenhäusern in Frage, was den Preis senkte. Weil die Hamburger Jerusalem-Gemeinde keine eigene Rechtsperson bildete, erwarb die Presbyterian Church in Ireland aus Belfast für sie das Grundstück 1911 für 55.000 M von der Stadt. Der Quadratmeterpreis von 15,40 Goldmark entspricht 5,522 Gramm Feingold. 1912 wurde die neu errichtete Jerusalem-Kirche geweiht. Auf demselben Grundstück errichtete die Gemeinde kurz darauf das Krankenhaus und ein Diakonissen-Haus, beides 1913 eröffnet.
Während des Ersten Weltkriegs verließ Arndt als englischer Staatsbürger mit seiner Familie Deutschland und lebte in der Schweiz. In der Kriegszeit wurde das Krankenhaus Jerusalem als Lazarett genutzt. In den zwei OP-Sälen wurden Operationen durchgeführt und schwerverwundete Soldaten wurden im Haus gepflegt. Nach Ende des Ersten Weltkriegs wurde ein weiterer OP-Saal und ein Neubau mit Entbindungsstation angebaut. Im Jahr 1933 wurden im Jerusalem-Krankenhaus 225 Babys entbunden.
Im Krankenhaus und im Diakonissen-Haus waren viele konvertierte Juden beschäftigt. Um der beginnenden Judenverfolgung durch die nationalsozialistische Regierung zu entgehen, unterstellte Pastor Frank die gesamte Diakonie und das Krankenhaus 1933 dem Berner Diakonissenmutterhaus Salem in der neutralen Schweiz, heute Salem-Spital. Zwar konnte die Diakonie einigen als Juden verfolgten Menschen noch Arbeit bieten, doch schon 1933 mussten alle jüdischen Ärzte das Krankenhaus verlassen. 1938 verordnete die deutsche Regierung ein generelles Berufsverbot für Mediziner, die als jüdisch galten. 1939 wurde die Jerusalem-Gemeinde verboten, das Krankenhaus Jerusalem erhielt 1941 den „arisierten“ Namen Krankenhaus am Moorkamp. Bei Luftangriffen in der Nacht vom 26. auf den 27. Juni 1942 – und damit ein gutes Jahr vor der Operation Gomorrha – wurde das Krankenhaus von Brandbomben getroffen, konnte jedoch repariert werden. Die benachbarte Kirche wurde schwer getroffen, und erst 1953 wieder instand gesetzt.
Nach dem Zweiten Weltkrieg wurde das Diakoniewerk erweitert. Das Krankenhaus wurde modernisiert und erhielt den angestammten Namen wieder. Wegen des Geburtenrückgangs wurde die Entbindungsstation Ende der 1980er Jahre geschlossen.
2002 sollten die konfessionellen Träger der Hamburger Krankenhäuser Alten Eichen, Bethanien, Elim und Jerusalem aus Spargründen zu einem gemeinsamen Diakonie-Zentrum fusionieren. Aus diesem geplanten Verbund scherte das Jerusalem-Krankenhaus jedoch aus. Die verbliebenen drei Häuser bauten das neue Diakonie-Zentrum 2011 auf ehemaligen ETV-Flächen an der Ecke Hohe Weide / Bundesstraße und wurden in den Agaplesion-Konzern eingegliedert.
2007 übernahmen drei am Haus tätige Gynäkologen und ein Kaufmann das Krankenhaus vom Diakoniewerk Jerusalem, die Trägergesellschaft wurde dabei von einer gemeinnützigen GmbH in eine GmbH umgewandelt. Die Trägergesellschaft des Krankenhauses befindet sich vollständig im Besitz einer Beteiligungs-Gesellschaft, die 2007 für den Zweck der Privatisierung gegründet wurde.

## Heutiger medizinischer Schwerpunkt
Seit 1996 existiert am Krankenhaus Jerusalem das Mammazentrum Hamburg mit dem Schwerpunkt der Brust-Chirurgie einschließlich der Brustrekonstruktion. Im Jahr 2018 wurden im Krankenhaus Jerusalem ca. 1800 Brustkrebs-Operationen durchgeführt. Das Mammazentrum am Krankenhaus Jerusalem ist als erstes deutsches Brustzentrum durch die EUSOMA (European Society of Breast Cancer Specialists) zertifiziert (Stand 2016). Die EUSOMA fordert für eine Zertifizierung mehr als 150 operativ behandelte, neue Brustkrebs-Fälle pro Jahr im gesamten Brustzentrum und mindestens zwei spezialisierte Brust-Chirurgen, die pro Jahr jeweils mindestens 50 Patientinnen behandeln. Darüber hinaus ist das Krankenhaus nach DIN EN ISO 9001:2015 zertifiziert.
2008 wurde die Stiftung Mammazentrum gegründet, die unter der Schirmherrschaft von Barbara Auer steht. Die Stiftung Mammazentrum fördert u. a. die Ausbildung und Anstellung von Krankenschwestern als „Breast Care Nurse“ und stellt die die Finanzierung der Kühlkappen-Therapie sicher, mittels derer bei vielen Patientinnen der Haarverlust als Nebenwirkung der Chemotherapie deutlich vermindert werden kann. Neuestes Projekt der Stiftung Mammazentrum ist die Bereitstellung von Geräten zur Hand-Fuß-Kühlung, um Nervenschädigungen als Folge der Chemotherapie zu verhindern.
Das Krankenhaus wurde 2013 erstmals mit 30 Betten in den Hamburger Krankenhausplan aufgenommen. 2019 wies die Hamburger Gesundheitsbehörde dem Krankenhaus eine vollstationäre Kapazität von 20 Betten mit dem Schwerpunkt Mamma-Chirurgie im aktualisierten Krankenhausplan zu, in dem es als Brustzentrum ausgewiesen ist.

## Architektur und Ausstattung
Das Jerusalem-Krankenhaus ist eine Backsteingebäude im neuromanischen Stil. Das Hauptgebäude ist etwas von der Straßenfront an Moorkamp 2–6 zurückgesetzt, auf dem Platz befindet sich eine Vorfahrt. Das Haus besitzt zwei Hauptgeschosse und drei Dachgeschosse, links und rechts der Front-Fassade findet sich ein Risalit. An das Hauptgebäude schließt sich nördlich ein Flügel nach hinten an.
2007 stellte das Denkmalschutzamt Hamburg das Jerusalem-Krankenhaus zusammen mit Kirche und Gemeindesaal unter Denkmalschutz.